# Coupe du Pakistan de football
La Coupe du Pakistan de football est une compétition annuelle de football disputée entre clubs pakistanais. Cette compétition est créée en 1979. Elle a été organisée sous différents noms et de manière irrégulière.

## Palmarès
| Saison    | Vainqueur                                  | Finaliste                 |
| --------- | ------------------------------------------ | ------------------------- |
| 1979      | SGP FC                                     | MGB FC                    |
| 1984      | PIA FC                                     | WAPDA FC                  |
| 1985      | Habib Bank Limited                         | National Bank of Pakistan |
| 1987      | CTM FC                                     | Karachi Port Trust FC     |
| 1990      | Karachi Port Trust FC                      | Habib Bank Limited        |
| 1991      | Marker Club FC                             | Karachi Port Trust FC     |
| 1992      | CTM FC                                     | Marker Club FC            |
| 1993      | National Bank of Pakistan                  | Pakistan Steel FC         |
| 1994      | GFC FC                                     | Pakistan Air Force        |
| 1996      | Allied Bank Limited                        | Pakistan Army FC          |
| 1998      | Allied Bank Limited                        | Karachi Port Trust FC     |
| 1999      | Allied Bank Limited                        | KRL FC                    |
| 2000      | Pakistan Army FC                           | Allied Bank Limited       |
| 2001      | Pakistan Army FC                           | KRL FC                    |
| 2002      | Allied Bank Limited                        | WAPDA FC                  |
| 2003      | Pakistan Telecommunication Company Limited | Karachi Port Trust FC     |
| 2005      | Pakistan Telecommunication Company Limited | WAPDA FC                  |
| 2008      | Pakistan Navy FC                           | KRL FC                    |
| 2009      | KRL FC                                     | PIA FC                    |
| 2010      | KRL FC                                     | Pakistan Navy FC          |
| 2011      | KRL FC                                     | KESC FC                   |
| 2012      | KRL FC                                     | KESC FC                   |
| 2013      | National Bank of Pakistan                  | KESC FC                   |
| 2014      | Pakistan Air Force                         | KESC FC                   |
| 2015      | KRL FC                                     | PIA FC                    |
| 2016      | KRL FC                                     | PIA FC                    |
| 2017      | KRL FC                                     | WAPDA FC                  |
| 2018      | Pakistan Air Force FC                      | WAPDA FC                  |
| 2019      | Pakistan Army FC                           | Sui Southern Gas          |
| 2020      | WAPDA FC                                   | Sui Southern Gas          |
| 2023-2024 | WAPDA FC                                   | SA Gardens                |